# Trigonia bahiensis
Trigonia bahiensis är en tvåhjärtbladig växtart som beskrevs av E. Franklin Guimaraes, J.Rodrigues Miguel och J. Fontella Pereira. Trigonia bahiensis ingår i släktet Trigonia och familjen Trigoniaceae. Inga underarter finns listade i Catalogue of Life.